# Tarata (película)
Tarata es una película peruana dirigida por Fabrizio Aguilar que fue estrenada en septiembre de 2009. Es considerada la segunda mejor película del director solo superada por su ópera prima "Paloma de Papel".

## Argumento
La película narra la historia de una familia miraflorina de clase media alta totalmente disfuncional compuesta por Daniel, su esposa Claudia y sus hijos Elías y Sofía. Daniel, un hombre trabajador de noble carácter, trabaja como contador en una universidad nacional y vive admirado por como la sociedad peruana se divide en dos grupos ideológicos debido al terrorismo. Daniel pasa sus horas libres apuntando en una libreta los mensajes y propagandas que se escriben en los muros de la universidad. Claudia, su esposa, por su parte es una mujer de temperamento hipócrita y agresivo, destemplada y desconfiada. En ocasiones humilla a Daniel y todo lo resuelve con un grito alzado. Sofi, la hija mayor es una adolescente confundida y deprimida que, tras acabar el colegio y no tener una vocación decidida, pasa sus días en la azotea de su casa y Elías piensa que cada carro estacionado es un posible coche bomba.  
La vida de ellos se desarrolla con normalidad hasta que son sorprendidos con el atentado terrorista en la calle Tarata, con lo cual Claudia sufre una pérdida muy grande que la hará reaccionar ante hechos que pasaron frente a ella durante mucho tiempo y su frustración por ser exitosa se opaca de la noche a la mañana.

## Producción
Fue premiada como mejor proyecto cinematográfico por parte del CONACINE.
La película fue producida por Luna Llena Films. Fue financiada gracias al aporte económico del Fond Sud (Francia), Vision Sud Est (Suiza), Cnac (Venezuela) y Conacine (Perú). La elección del reparto se realizó a mediados de 2007, mientras que su rodaje se hizo en agosto de 2008.

## Elenco
- Gisela Valcárcel: Claudia, señora de Valdivia
- Miguel Iza: Daniel Valdivia
- Ricardo Ota: Elías "Eli" Valdivia
- Silvana Cañote: Sofía "Sofi" Valdivia
- Lorena Caravedo: Gabriela (amiga de Claudia)
- Liliana Trujillo: Rosa (empleada doméstica de los Valdivia)
- Attilia Boschetti: Josefa
- Alexander Carvajal: Roger (hijo de Rosa)

## Recepción
En su primera semana tuvo 74 mil 213 espectadores, convirtiéndose en una de las películas con muy alta taquilla, en parte debido a la cobertura mediática que consiguió. Uno de los casos más mediáticos fue las buenas críticas de Gisela Valcárcel, una de las conductoras más influyentes, en su debut actoral que además tuvo aceptación del público.